# 卡諾耶斯 (加利福尼亞州)
卡諾耶斯（英語：Kanawyers）是位於美國加利福尼亞州弗雷斯諾縣的一個非建制地區。該地的面積和人口皆未知。

## 地理
卡諾耶斯的座標為36°47′43″N 118°35′05″W / 36.79528°N 118.58472°W，而該地的平均海拔高度為1530米（即5020英尺）。